# Lijst van voetbalinterlands Pakistan - Verenigde Arabische Emiraten
Deze lijst van voetbalinterlands is een overzicht van alle officiële voetbalinterlands tussen de nationale teams van Pakistan en de Verenigde Arabische Emiraten. De landen hebben tot op heden vijf keer tegen elkaar gespeeld. De eerste ontmoeting, een groepswedstrijd tijdens de Aziatische Spelen 1986, werd gespeeld in Daegu (Zuid-Korea) op 21 september 1986. Het laatste duel, een kwalificatiewedstrijd voor de Azië Cup 2007, vond plaats op 15 november 2006 in Abu Dhabi.

## Wedstrijden
| № | Plaats    | Datum             | Competitie                 | Wedstrijd                               | Uitslag |
| - | --------- | ----------------- | -------------------------- | --------------------------------------- | ------- |
| 1 | Daegu     | 21 september 1986 | Aziatische Spelen 1986     | Verenigde Arabische Emiraten − Pakistan | 1 − 0   |
| 2 | Sharjah   | 20 januari 1989   | WK 1990 kwalificatie       | Verenigde Arabische Emiraten − Pakistan | 5 − 0   |
| 3 | Islamabad | 10 februari 1989  | WK 1990 kwalificatie       | Pakistan − Verenigde Arabische Emiraten | 1 − 4   |
| 4 | Karachi   | 1 maart 2006      | Azië Cup 2007 kwalificatie | Pakistan − Verenigde Arabische Emiraten | 1 − 4   |
| 5 | Abu Dhabi | 15 november 2006  | Azië Cup 2007 kwalificatie | Verenigde Arabische Emiraten − Pakistan | 3 − 2   |

## Samenvatting
| Competitie            | Totaal gespeeld | Winst Pakistan | Gelijk | Winst V.A.E. | Doelsaldo Pakistan – V.A.E. |
| --------------------- | --------------- | -------------- | ------ | ------------ | --------------------------- |
| WK-kwalificatie       | 2               | 0              | 0      | 2            | 1 − 9                       |
| Azië Cup-kwalificatie | 2               | 0              | 0      | 2            | 3 − 7                       |
| Aziatische Spelen     | 1               | 0              | 0      | 1            | 0 − 1                       |
| Totaal                | 5               | 0              | 0      | 5            | 4 − 17                      |

PFF · A-Internationals · Olympisch elftal · Pakistaans vrouwenelftal
1950 – 1959 · 
1960 – 1969 · 
1970 – 1979 · 
1980 – 1989 · 
1990 – 1999 · 
2000 – 2009 · 
2010 – 2019 ·
2020 − 2029
Afghanistan ·
Bahrein ·
Bangladesh ·
Bhutan ·
Brunei ·
Cambodja ·
China ·
Djibouti ·
Filipijnen ·
Guam ·
India ·
Indonesië ·
Irak ·
Iran ·
Israël ·
Japan ·
Jemen ·
Jordanië ·
Kazachstan ·
Kenia ·
Kirgizië ·
Koeweit ·
Libanon ·
Macau ·
Malediven ·
Maleisië ·
Mauritius ·
Myanmar ·
Nepal ·
Noord-Korea ·
Oman ·
Palestina ·
Qatar ·
Saoedi-Arabië ·
Singapore ·
Sri Lanka ·
Syrië ·
Tadzjikistan ·
Taiwan ·
Thailand ·
Turkije ·
Turkmenistan ·
Verenigde Arabische Emiraten ·
Zuid-Korea ·
Zuid-Vietnam
UAEFA · A-internationals · Bondscoaches · Statistieken · Olympisch elftal · Vrouwenelftal van de Verenigde Arabische Emiraten · VA Emiraten U21 · VA Emiraten U19 · VA Emiraten U17
1972 – 1979 ·
1980 – 1989 ·
1990 – 1999 ·
2000 – 2009 ·
2010 – 2019 ·
2020 − 2029
OS 2012
Algerije ·
Andorra ·
Angola ·
Argentinië ·
Armenië ·
Australië ·
Azerbeidzjan ·
Bahrein ·
Bangladesh ·
Benin ·
Bolivia ·
Brazilië ·
Brunei ·
Bulgarije ·
Chili ·
China ·
Colombia ·
Costa Rica ·
Denemarken ·
Dominicaanse Republiek ·
Duitsland ·
Egypte ·
Estland ·
Filipijnen ·
Finland ·
Gabon ·
Gambia ·
Georgië ·
Haïti ·
Honduras ·
Hongarije ·
Hongkong ·
IJsland ·
India ·
Indonesië ·
Irak ·
Iran ·
Japan ·
Jemen ·
Joegoslavië ·
Jordanië ·
Kazachstan ·
Kenia ·
Kirgizië ·
Koeweit ·
Laos ·
Libanon ·
Libië ·
Litouwen ·
Maleisië ·
Malta ·
Marokko ·
Mauritanië ·
Moldavië ·
Myanmar ·
Nepal ·
Nieuw-Zeeland ·
Noord-Korea ·
Noorwegen ·
Oekraïne ·
Oezbekistan ·
Oman ·
Oost-Timor ·
Pakistan ·
Palestina ·
Paraguay ·
Peru ·
Polen ·
Qatar ·
Roemenië ·
Rusland ·
Saoedi-Arabië ·
Senegal ·
Singapore ·
Slovenië ·
Slowakije ·
Soedan ·
Sri Lanka ·
Syrië ·
Tadzjikistan ·
Thailand ·
Togo ·
Trinidad en Tobago ·
Tsjechië ·
Tunesië ·
Turkmenistan ·
Uruguay ·
Venezuela ·
Vietnam ·
Wit-Rusland ·
Zuid-Afrika ·
Zuid-Korea ·
Zweden ·
Zwitserland